# IMAGYX Entertainment
IMAGYX Entertainment es un estudio de producción de contenido para cine, televisión e internet, fundada por el director y productor Gabriel Guzmán Sánchez en el 2000. La sede de la compañía está localizada en Monterrey, Nuevo Leon, México, con oficinas en Ciudad de México (Grupo IMAGYX, S.A. de C.V.) y Los Ángeles, California (IMAGYX Entertainment LLC).

## Visión general
Desde el 2000, IMAGYX Entertainment se enfoca en generar contenido original de ficción y realidad para cine, televisión e internet; además de apoyar a marcas que a contar su historia a través de proyectos en video, fotografía y nuevos medios, en inglés y español para mercados latinoamericanos y audiencias hispanas en los EE. UU., para un diverso roster de marcas y clientes.
Algunos de sus proyectos más destacados en entretenimiento son los largometrajes Ni Tú Ni Nadie (2018) y Hecho en China (2012), la creación y escritura de series televisivas de Televisa como Logout_ (2015) y su spin-off Login_ (2016), dos proyectos de televisión pioneros en utilizar dispositivos móviles para contar parte de su narrativa, así como la producción continua de web shows como Top Taco y CineBananas.
En el 2020 la compañía estrenará contenido realizado específicamente para público infantil a través de Kinworks, una de sus marcas. Sus primeros dos proyectos serán la serie web de acción viva con puppets, La Escuela Fantástica y la serie de clips musicales animados Tan Tin Tun. Por igual, el documental largometraje Comala (2020), del director Gian Cassini, y acreedor a varios premios nacionales e internacionales para su realización, se estrenará de manera oficial.
En el 2020, IMAGYX Entertainment presentó su marca Obscura Studio, enfocada en contenido original en los géneros de terror, ciencia ficción, suspenso y fantasía. Por medio de esta se adentró en la industria editorial con la publicación de Mundo Diablo novela gráfica basada en la novela del escritor Francisco Haghenbeck, El Diablo me obligó, misma que también fue la base de la serie Diablero, de Netflix. Mundo Diablo narra las aventuras de Elvis Infante, un cazador de demonios quien busca salvar a la humanidad de dichos seres, mientras enfrenta a cultos funestos, poderosas reliquias y a las autoridades. El primer número de esta antología de fantasía sobrenatural y folclore mexicano, abarcó siete historias auto conclusivas que expandieron el universo creado por el propio Haghenbeck y Edgar Clément. Para la realización de Mundo Diablo se les unió el escritor Homero Ríos, así como los artistas mexicanos Arthur Asa, Andrés Esparza, Omar Estévez, Sergio Martínez, Joel Ojeda, Oscar Pinto, Renato Quiroga, Joe Sánchez, Salvador Velázquez y el argentino Walter Pereira.
La compañía es también conocida por promover la industria audiovisual regional, tanto al fundar y colaborar con el Día de Industria de la Industria en el Festival Internacional de Cine de Monterrey, y como miembro fundador del MIMEC, el Clúster de Medios Interactivos y de Entretenimiento de Monterrey, así como siendo miembro activo de la CANIETI, la Cámara Nacional de Telecomunicaciones e Industria Electrónica en Monterrey, México.
IMAGYX Entertainment está también registrado bajo el COMEFILM, la Comisión Mexicana de Filmaciones, y también está listada en el Sistema de Información Cultural de la Secretaría de Cultura de México.

## Producciones
| Título                            | Fecha de estreno | Formato                   | Desempeño                                            |
| --------------------------------- | ---------------- | ------------------------- | ---------------------------------------------------- |
| Comala                            | 2021             | Documental largo          | Compañía productora                                  |
| Mundo Diablo                      | 2020             | Novela gráfica            | Editorial                                            |
| La escuela fantástica             | 2020             | Serie de web              | Compañía productora                                  |
| Tan Tin Tun                       | 2020             | Serie de web              | Compañía productora                                  |
| El árbol                          | 2020             | Cortometraje              | Compañía productora                                  |
| Campeón                           | 2020             | Cortometraje              | Compañía productora                                  |
| Recuperando a mi ex               | 2018             | Largometraje              | Compañía productora                                  |
| Login_                            | 2016             | Serie de televisión       | Creadores y Escritores                               |
| Junkies' Meal                     | 2016             | Serie de web              | Compañía productora                                  |
| El poder de la silla              | 2015             | Documental                | Compañía productora (en asociación con)              |
| Logout_                           | 2015             | Serie de televisión       | Creadores & Escritores                               |
| Comic City                        | 2015             | Serie de web              | Compañía productora                                  |
| Top Taco                          | 2014             | Serie de web              | Compañía productora                                  |
| El nuevo Hombre Invisible         | 2014             | Cortometraje              | Compañía productora                                  |
| Exposición (M Is for Mobile)      | 2013             | Cortometraje              | Compañía productora                                  |
| CineBananas                       | 2013             | Serie de web              | Compañía productora                                  |
| Hecho en China                    | 2012             | Largometraje              | Compañía productora                                  |
| Destino: Los Pinos                | 2011             | Película documental corta | Compañía productora                                  |
| La nuera de Don Filemón           | 2010             | Cortometraje              | Compañía productora                                  |
| Florería y edecanes               | 2010             | Película documental corta | Compañía productora                                  |
| Bajo cualquier cielo              | 2008             | Cortometraje              | Compañía productora (coproducción como Grupo IMAGYX) |
| Retrato de una mujer y su reflejo | 2007             | Cortometraje              | Compañía productora                                  |
| Dos agentes                       | 2007             | Piloto televisivo         | Compañía productora                                  |
| Trastorno en el rancho            | 2003             | Cortometraje              | Compañía productora (coproducción como Grupo IMAGYX) |
| Editio                            | 2002             | Cortometraje              | Compañía productora                                  |